# Friedrich-Karl Brauns

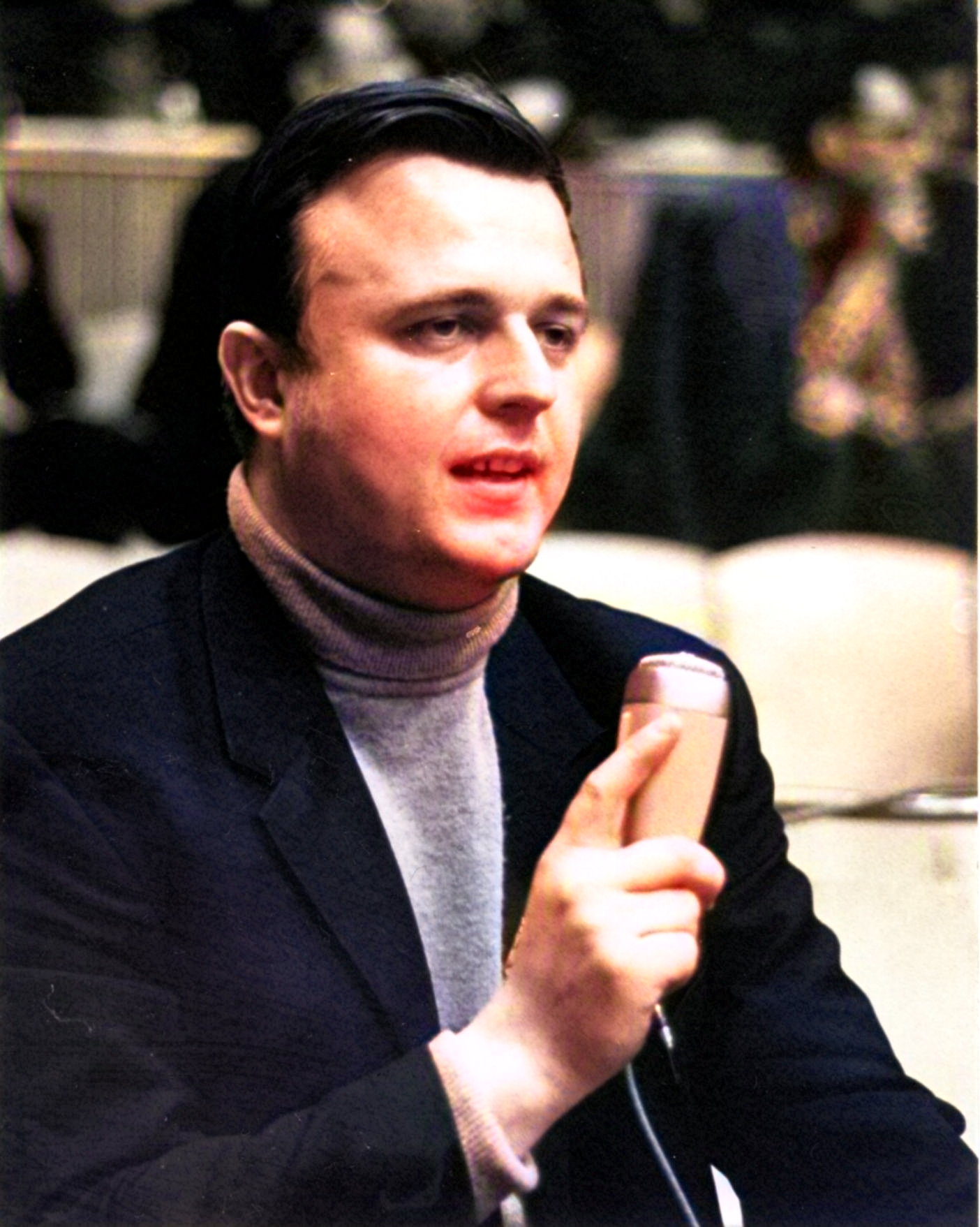
Friedrich-Karl Brauns um 1975

Friedrich-Karl „Charly“ Brauns (* 15. Juli 1937 in Schwiebus, Kreis Züllichau-Schwiebus; † 2. April 2021 in Berlin) war ein deutscher Fernseh- und Hörfunkjournalist, der als Sportreporter tätig war.

## Wirken
Charly Brauns arbeitete seit den 1950er-Jahren beim Sender Freies Berlin (SFB) und dort u. a. mit Jochen Sprentzel, dem späteren Sportchef des rbb zusammen. Er berichtete für die ARD von zahlreichen Europa- und Weltmeisterschaften sowie ab 1972 regelmäßig von den Olympischen Spielen und begleitete als Sportreporter den Aufstieg von Steffi Graf bei den German Open ab Mitte der 1980er-Jahre. 2008 hielt er die Laudatio zur Verleihung des Goldenen Bandes der Sportpresse („Verband Deutscher Sportjournalisten Berlin-Brandenburg“) an Hans Wilhelm Gäb.

## Leben
Brauns ist in Neustrelitz aufgewachsen, wo seine Eltern die Bahnhofswirtschaft betrieben und ihm am 4. Juli 1954 sein Abiturzeugnis ausgehändigt wurde. Dort hat er auch 1949 mit Tischtennis angefangen. Da ein angestrebtes Studium aus politischen Gründen nicht möglich war, erlernte er zunächst den Beruf des Bierbrauers, ehe er um 1955 nach Berlin-Charlottenburg (West-Berlin) umzog. Hier begann er ein  Jura-Studium. Wenig später bekam er Kontakt zum Journalismus, war beim Sender Freies Berlin zunächst für die Zeitfunk-Sendung Rund um die Berolina tätig, später dann ausschließlich für die Sport-Redaktion.
Brauns war passionierter Tischtennisspieler und im Berliner Tisch-Tennis-Verband aktiv und erfolgreich. Viermal konnte er sich bei den Berliner Verbands-Ranglistenturnieren weit oben platzieren: Oktober 1962 (3. Platz), Februar 1967 (3. Platz), März 1969 (3. Platz) und September 1969 (2. Platz). Er spielte für Tennis Borussia Berlin in der ersten Hälfte der 1960er Jahre in der Oberliga Nord, der damals höchsten deutschen Spielklasse, später für den TTC Düppel. In den Jahren 1963 bis 1968 war er zudem Pressewart des Berliner Tisch-Tennis-Verbandes.

## Privat
Seit Juni 1967 war er mit der Berliner Spitzen-Tischtennisspielerin Anita Haacke verheiratet. Bis 2018 trainierten beide regelmäßig „Dauertischtennis“ beim TTC Blau-Gold, außer im Sommer – da waren sie auf dem Tennisplatz beim SV Berliner Bären zu finden. Daneben gehörten Skilanglauf und Tennis zu den gemeinsam betriebenen Sportarten.

## Veröffentlichungen (Auswahl)
- Friedrich-Karl Brauns und Herbert Kindlmann: 50 Jahre Tisch-Tennis-Club „Blau-Gold“ Berlin e.V. In: 20 BEIDE, Amtliches Organ des Berliner Tisch-Tennis Verbandes, Nr. 3/1999, S. 8–9

- Friedrich-Karl Brauns: 45 Jahre Tisch-Tennis zwischen Köpenick und Pankow. Ein Kapitel für sich. In: 75 Jahre Berliner Tisch-Tennis Verband e. V. – Eine Chronik in zwei Teilen zusammengestellt von Axel Korsch und Friedrich-Karl Brauns, 2002, hrsg. vom Berliner Tischtennisverband e.V., Berlin, S. 49–64
- Friedrich-Karl Brauns: In memoriam Conny Freundorfer (9. November 2006), https://www.tischtennis.de/news/in-memoriam-conny-freundorfer.html
- Friedrich-Karl Brauns: Verstorbener Ex-Nationalspieler Wolfgang Prandke: Balljongleur mit kurzer Glanzzeit (5. November 2013), https://www.tischtennis.de/news/verstorbener-ex-nationalspieler-wolfgang-prandke-balljongleur-mit-kurzer-glanzzeit.html